# Louis-Lucien Rochat
Louis-Lucien Rochat. född den 7 januari 1849 i Geneve, död i samma stad den 10 december 1917, var en reformert pastor och nykterhetsagitator.
Under studier i England deltog Rochat i ett alkoholfritt nattvardsfirande och kom i kontakt med helnykterister inspirerade av irländaren Francis Murphy.
Efter att ha förrättat begravningar av flera unga män som dött av alkoholmissbruk bildade han 1877 det Schweiziska nykterhetssällskapet i sin hemstad Geneve. 
1881 antog man det blå korset som en symbol och namn på sin tidning, inspirerade av Blå Bandet och Röda Korset. 
1885 bytte organisationen namn till Schweiziska Blå Korset och 1890 grundade man det Internationella Blå Korset.